# Goldy McJohn
Goldy McJohn, vlastním jménem John Raymond Goadsby, (2. května 1945 Toronto – 1. srpna 2017) byl kanadský rockový klávesista, známý jako původní člen skupiny Steppenwolf. Před Steppenwolf hrál ve skupinách The Sparrows a The Mynah Birds.